# Leniwiec (zespół muzyczny)

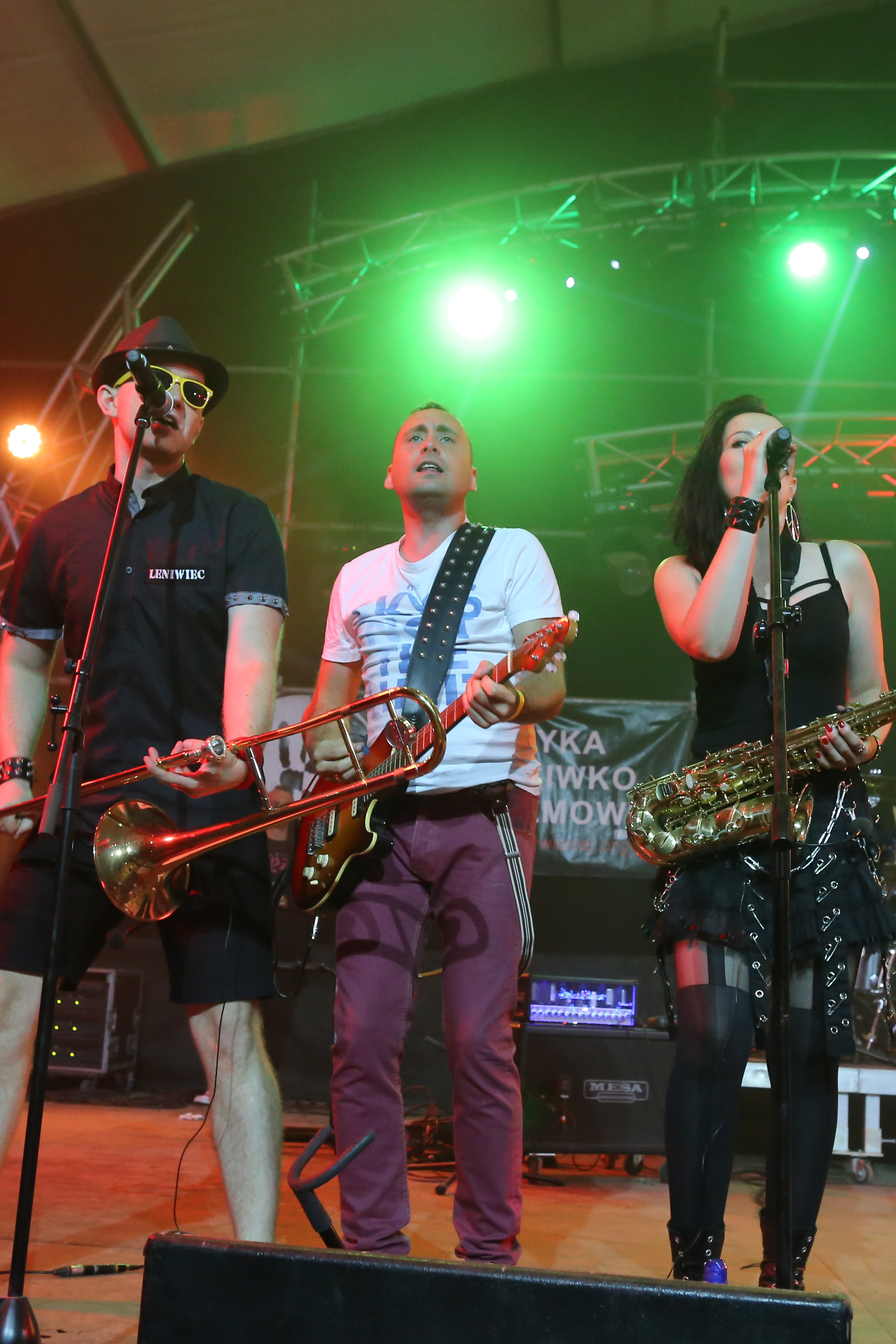
Na Przystanku Woodstock 2017

Leniwiec – grupa muzyczna z Jeleniej Góry grająca muzykę punk, rock, reggae, ska, folk. Zespół tworzy piosenki o przesłaniu antyrasistowskim oraz piosenki o zabarwieniu humorystycznym. W sześć lat po powstaniu Leniwiec nagrał swój debiutancki album Z tarczą lub na tarczy. Po jego wysłuchaniu przez Jurka Owsiaka zespół został zaproszony na Woodstock. Zagrali oni również na największym fińskim festiwalu punkowym Puntalla. Kolejne albumy (Uprzedzenia i Crazy Bros) zostały wydane w latach 2003 i 2004 przez wydawnictwo Pasażer, znanego z wydawnictw punkowych.
Leniwiec popiera akcję Wykop Rasizm Ze Stadionów. Zespół oprócz Polski gra wiele koncertów w Niemczech i Czechach, a także wyjeżdża do innych krajów Europy. Zespół bardzo zaprzyjaźnił się z zespołem punkowym Houba z Czech, z którym czasem grają wspólne koncerty w Czechach i Polsce.
W 2008 roku do zespołu dołączyli Agnieszka Szpargała i Paweł Wrocławski. W 2010 roku zespół podpisał kontrakt z wydawnictwem Mystic Production, a w 2011 roku ukazała się płyta pt. „Droga”. W grudniu 2011 roku z zespołu odeszli: perkusista Jarek Oczoś i basista Krzysztof Herezo, ich miejsce w zespole zajęli: Jakub Matusiak oraz Wojciech Wiktorski (członek oryginalnego składu zespołu).
W maju 2013 roku, nakładem Mystic Production, ukazała się płyta „Rozpaczliwie Wolny. Piosenki Edwarda Stachury”. W 2016 r. zespół wydał album Raj. Autorem tekstów większości piosenek tej płyty jest Paweł Jasiński.
W 2018 roku z zespołu odeszła Agnieszka Szpargała.

## Muzycy
Aktualny skład
- Zbigniew „Mucha” Muczyński – wokal, gitara elektryczna (od 1994)
- Paweł „Cyna” Nykiel – puzon, akordeon, chórki (od 1997)
- Paweł „Rusek” Wrocławski – gitara elektryczna, gitara akustyczna, chórki (od 2008)
- Wojciech „Winial” Wiktorski – gitara basowa, chórki (od 1994 do 1997 oraz od 2011)
- Dawid Leszczyk – perkusja (od 2023)
- Victoria Bałdo - śpiew, skrzypce, keyboard (od 2023)

Byli muzycy
- Jarek „Okoń” Oczoś – perkusja, chórki
- Krzysztof „Krzychu” Herezo – gitara basowa
- Jakub „Pepesza” Matusiak – perkusja, chórki (od 2011 do 2023)
- Agnieszka Szpargała – saksofon, wokal (od 2008 do 2018)
- Karolina „Lola” Mielniczyn – wokal/saksofon (od 2018 do 2024)

## Dyskografia
- Z tarczą lub na tarczy (2001)
- Uprzedzenia (2003)
- Crazy Bros – Houba hraje Leniwiec / Leniwiec gra Houbę (2004)
- Reklamy na niebie (2008)
- Droga (2011)
- Rozpaczliwie wolny (2013)
- Raj (2016)